# Huajicori
Huajicori è un comune del Messico, situato nello stato di Nayarit, il cui capoluogo è la località omonima.
La popolazione della municipalità è di 12.614 (2015) e copre un'area di 2.229,55 km².